# Stadion im. Jerzego Michałowicza w Dzierżoniowie
Stadion im. Jerzego Michałowicza – stadion sportowy w Dzierżoniowie, w Polsce. Obiekt może pomieścić 4500 widzów. Swoje spotkania rozgrywają na nim piłkarze klubu Lechia Dzierżoniów (w latach 1992–1995 zespół ten występował w II lidze).